# Cerveza de abeto

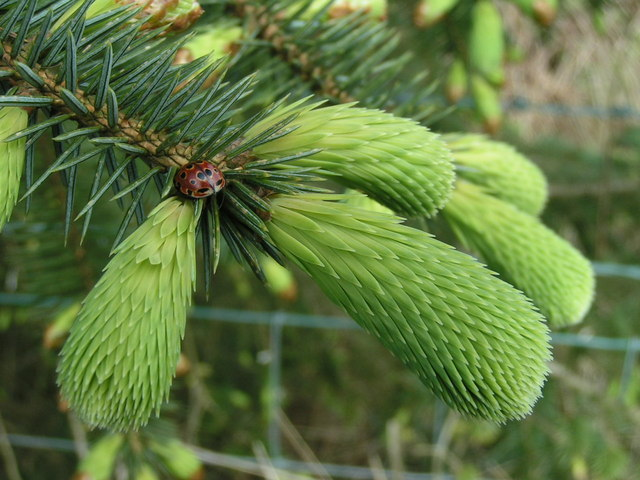
Crecimiento primaveral en un abeto.

La cerveza de abeto es una bebida aromatizada con capullos, agujas o esencia de abetos (picea). La expresión cerveza de abeto puede referirse a bebidas alcohólicas o no alcohólicas.
Una serie de sabores están asociados con las bebidas con sabor a abeto, que van desde florales, cítricos y afrutados, hasta sabores similares a cola, resinosos y a pino. Es probable que esta diversidad de sabores provenga de la elección de las especies de pícea, la temporada en la que se cosechan los ingredientes de la pícea y la forma de preparación.
El uso de agujas de hoja perenne para crear bebidas se practicaba tanto en el norte de Europa como en América del Norte. Ciertos pueblos indígenas de América del Norte usaban la bebida como cura para el escorbuto durante los meses de invierno cuando no había frutas frescas disponibles, ya que los brotes frescos de muchas piceas y pinos son una fuente natural de vitamina C. También puede haber sido elaborado en Escandinavia antes del contacto europeo con las Américas, pero la mayoría de los exploradores franceses y británicos ignoraban su uso como tratamiento para el escorbuto cuando llegaron a América del Norte. Jacques Cartier y sus exploradores estuvieron expuestos a él como un té cuando llegaron a Stadacona en lo que ahora es Quebec en 1535. Los marineros europeos adoptaron la práctica y posteriormente la extendieron por todo el mundo.

## Historia

### América del Norte y el Pacífico

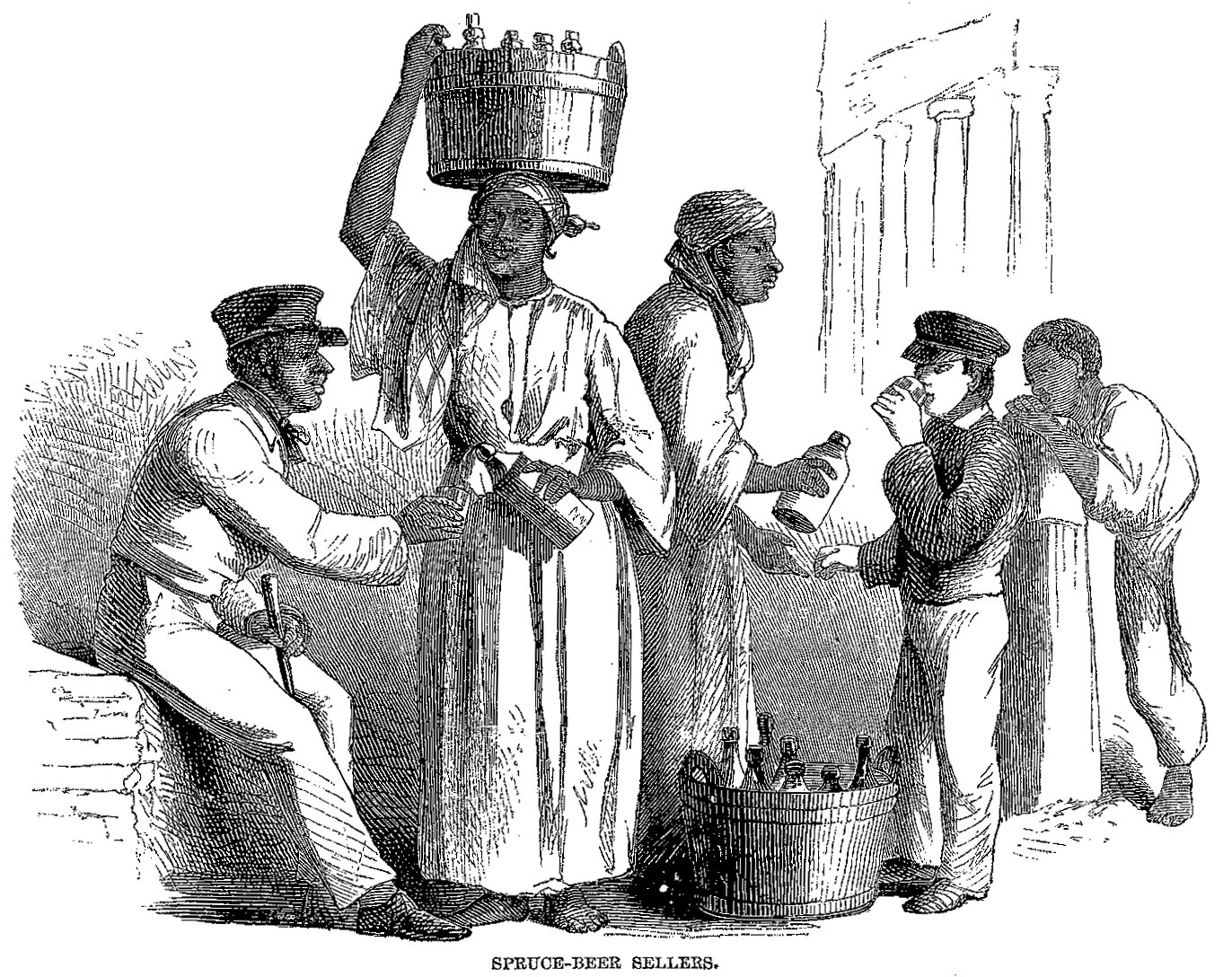
Vendedores de cerveza Spruce en Jamaica, c. 1861

Mientras exploraba el río San Lorenzo en 1536, el explorador francés Jacques Cartier utilizó la experiencia de los lugareños para salvar a sus tropas que estaban abocadas al escorbuto. Preparó un té que luego se demostró que contenía 50 mg de vitamina C por cada 100 gramos hirviendo las agujas de un árbol que los iroqueses de San Lorenzo llamaron Aneda (quizás Thuja occidentalis, también conocido como "cedro blanco del este" y "arborvitae"). para los iroqueses de San Lorenzo. Tales tratamientos no estaban disponibles a bordo de los barcos, donde la enfermedad era más común. Cuando Samuel de Champlain llegó 72 años después, no pudo preguntar a los lugareños qué árbol debería usarse, ya que los iroqueses de San Lorenzo habían desaparecido. Este método de tratar el escorbuto usando bebidas de agujas de hoja perenne fue adoptado más tarde por la Marina Real Británica, y la picea se agregó regularmente a la cerveza elaborada en los barcos durante las exploraciones del siglo XVIII de la costa noroccidental de América del Norte y el Pacífico en general, incluido Nueva Zelanda. Jane Austen, que tenía dos hermanos en la Royal Navy, hace referencia a la cerveza de picea en el capítulo 40 de Emma.

La cerveza de abeto con alcohol era común en los Estados Unidos coloniales y el este de Canadá, hecha de abeto rojo o negro. Una receta estadounidense de la edición de 1796 de American Cookery de Amelia Simmons dice:
Tomar cuatro onzas de lúpulo, dejarlas hervir media hora en un galón de agua, colar el agua del lúpulo luego agregar dieciséis galones de agua tibia, dos galones de melaza, ocho onzas de esencia de picea, disueltas en un litro de agua, poner en un barril limpio, luego agítelo bien, agregue media pinta de vacíos, luego déjelo reposar y trabaje una semana, si hace mucho calor, menos tiempo será suficiente, cuando se saque a la botella, agregue una cucharada de melaza a cada botella.
La Orden Diaria (11 de junio de 1759) para el Regimiento de las Tierras Altas en América del Norte estipulaba que: "Se debe elaborar cerveza de abeto para la salud y comodidad de las tropas, que se servirá a un costo excelente. Se pondrán cinco cuartos de galón de melaza en cada barril de cerveza de abeto. Cada galón costará cerca de tres cobres".

Una receta canadiense que usa ingredientes similares para un té sin fermentar de 1757 dice:
Se hace con las copas y ramas del abeto, se hierve durante tres horas, luego se cuela en barricas, con cierta cantidad de melaza; y, tan pronto como se enfríe, es apto para su uso [...]
Hoy en día, se suele preferir la picea de Sitka, nativa de la costa noroeste de América del Norte, aunque también se han utilizado otras especies de picea. Se producen sabores más ligeros, más parecidos a los cítricos, utilizando el crecimiento fresco de primavera de color verde brillante antes de que las nuevas agujas y ramitas se endurezcan y se vuelvan leñosas. Los abetos de Sitka en la costa centro-norte de Oregón desarrollan un crecimiento primaveral desde principios hasta mediados de mayo.

## Tipos modernos

### Abeto como aromatizante en cerveza a base de cebada
La picea u otros árboles de hoja perenne a veces se han utilizado como ingrediente aromatizante en la cerveza, como Alba Scots Pine Ale, la Winter Ale de Alaskan Brewing Company, la Spruce Moose Pale Ale de Beau's Brewery, y la Yards Brewing Company de La taberna del pobre Richard Spruce. Banded Brewing en Biddeford, Maine elabora una cerveza pálida llamada Greenwarden cada primavera con puntas de abeto blanco recolectadas en Maine. Earth Eagle Brewings de Portsmouth, New Hampshire, combina puntas de pino y abeto recolectadas localmente en su ámbar Connie Ferale de temporada. Tamworth Distilling en Tamworth, New Hampshire también destila una ginebra de abeto a partir de puntas de abeto forrajeadas.

### Recreaciones de recetas históricas
Muy pocas cervezas modernas se denominan realmente "cerveza de abeto"; los que existen suelen ser intentos expresos de crear una receta histórica, que puede ser a base de azúcar o de cebada. Una es Spruce Beer de Wigram Brewing Company, que se basa en la primera cerveza del Capitán Cook elaborada en Nueva Zelanda en 1773; de manera similar, Yards Brewing Company dice que su Poor Richard's Tavern Spruce Ale se basa en una receta de cerveza de abeto registrada por Benjamin Franklin.

### Bebidas fermentadas con sabor a picea
La cerveza de abeto alcohólica también se puede hacer con azúcar y saborizantes del abeto. Las hojas, las ramas pequeñas o la esencia extraída de abeto se hierven con azúcar y se fermentan con levadura. Se pueden usar dos fuentes diferentes de azúcar, ya sea melaza o azúcar blanca refinada. Una receta para la elaboración casera de cerveza de abeto de este tipo apareció en 1974 en Cape Breton's Magazine.

### Bebidas sin alcohol
En las provincias canadienses de Terranova y Quebec, donde se conoce en francés como bière d'épinette, la cerveza de abeto puede referirse a un refresco carbonatado sin alcohol con sabor artificial o a una cerveza de abeto genuina. Este último ahora es hecho solo por unas pocas microcervecerías.